# Efalizumab
Efalizumab es un medicamento que pertenece al grupo de los anticuerpos monoclonales. Su principal indicación era el tratamiento de pacientes adultos con psoriasis moderada o grave que fuera resistente a otros tratamientos sistémicos como la ciclosporina y el metotrexato.
Su mecanismo de acción es la inhibición de la subunidad CD-11.ª del antígeno 1 asociado a la función linfocitaria (LFA-1) del linfocito T. Esta actuación inhibe la respuesta de los linfocitos T y mejora los síntomas de la psoriasis al obstaculizar los mecanismos bioquímicas de la cascada inmunológica. Su actuación es por lo tanto de inmunosupresión.

## Retirada del mercado
En el año 2009, 5 después de su aprobación, la Agencia Europea de Medicamentos (EMEA) revaluó la seguridad del fármaco tras aparecer varios casos de efectos secundarios graves.
Tres pacientes a los que se les había administrado el producto, presentaron una grave enfermedad del sistema nervioso llamada leucoencefalopatía multifocal progresiva que resultó mortal en dos de ellos.
Además aparecieron otros muchos efectos secundarios como Síndrome de Guillain-Barré y encefalitis, por lo que se ha suspendido mundialmente la comercialización del fármaco, ya que existen otras alternativas de tratamiento para la psoriasis que son igualmente eficaces y más seguras.